# Raketartilleri

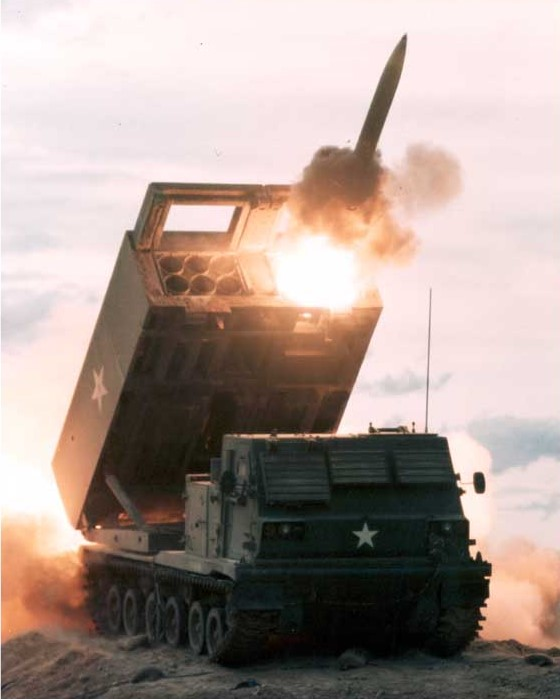
En M270 MLRS utför en raketavfyrning.

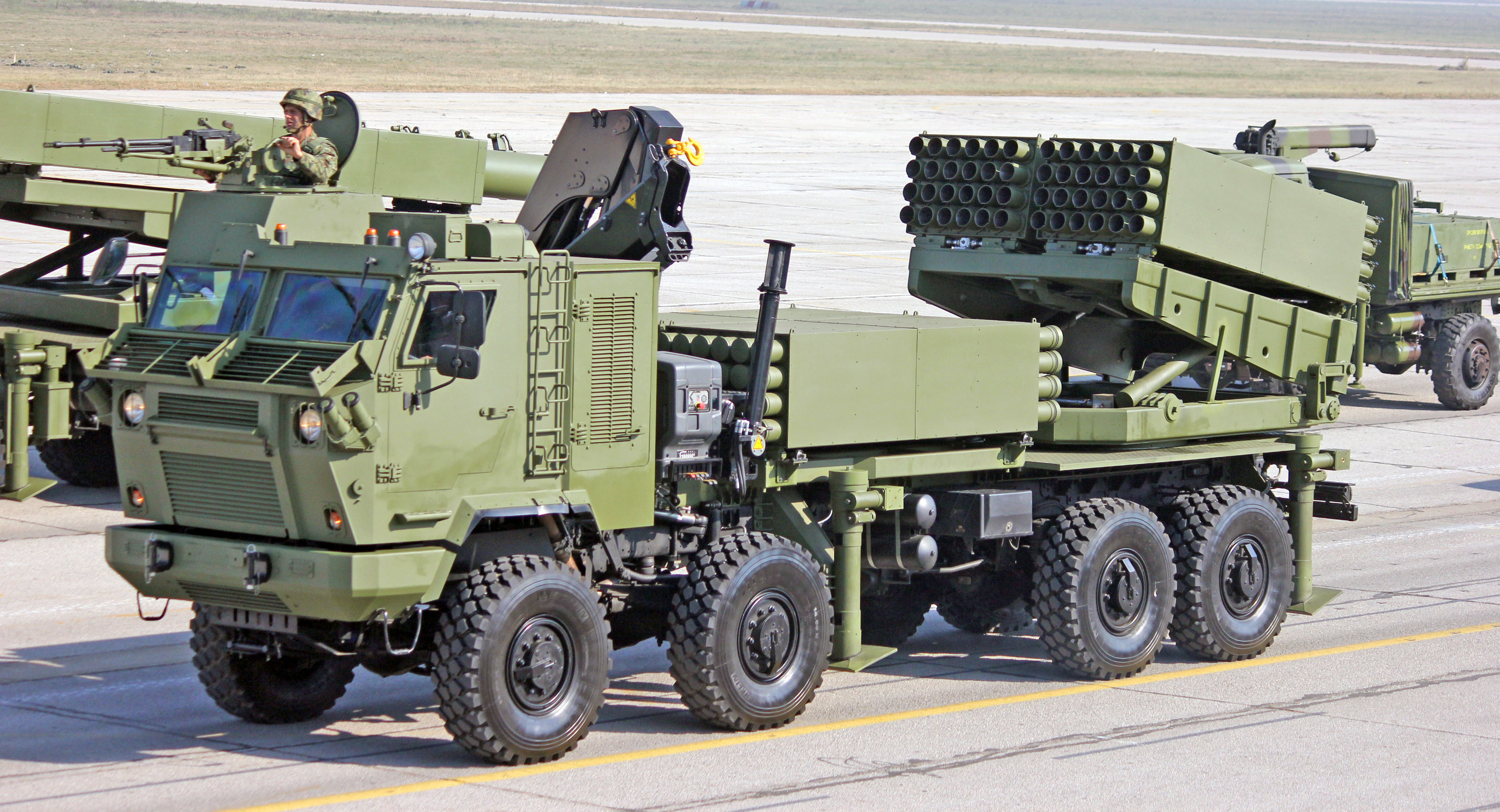
LRSVM Tamnava.

Raketartilleri är raketvapen inom artilleriet som använder ostyrda raketer för samma uppgifter som man annars använder konventionellt eldrörsartilleri. Pjäser till raketartilleri kallas också salvpjäs.

## Utveckling
- För tyskt raketartilleri under andra världskriget, se: Nebelwerfer.

I modern tid började raketartilleri komma i bruk under andra världskriget för att komplettera det konventionella artilleriets eld. En raketartilleripjäs bestod av ett raketställ och en lavett som även kunde monteras på bil eller stridsvagn. Raketstället kunde bestå av antingen flera, ibland ända till ett 60-tal riktningsgivare - styrrör eller styrskenor -, så kallad raketorgel, eller en raketautomat bestående av en styrskena som vid eldgivning successivt matades med raketer från ett magasin.
Sovjetunionens mest använda raketartillerisystem hade benämningen BM-13. Detta raketartilleri fick tillnamnet Stalinorgeln av tyskarna medan de sovjetiska trupperna myntade smeknamnet "Katiusja" (~lilla Katarina) till detta vapen. Även de tyska trupperna använde raketartilleri, det mest kända av dessa gick under namnet Nebelwerfer. Efter kriget överfördes namnet "Katiusja" till alla sovjetiska raketartillerisystem som liknade BM-13 och med tiden har namnet även kommit att användas som något av en synonym med raketartilleri, speciellt under Israel-Libanon-konflikten 2006.

## Taktiska fördelar och nackdelar
Fördelarna med raketartilleri är dels att pjäserna är avsevärt billigare och enklare att tillverka än haubitsar och kanoner, dels att målet träffas av en stor mängd explosioner på en och samma gång. Raketartilleri är dessutom i regel mer mobilt än eldrörsartilleri.
Nackdelarna är att ammunitionen blir dyrare än den till eldrörsartilleri samt att spridningen blir avsevärt större och den erfordrade mängden ammunition därför blir mångdubbelt större om man inte beskjuter ett mycket stort mål.

## Exempel på raketartilleri
- LRSVM Tamnava, ett serbiskt raketartilleri.
- M-77 Oganj, ett serbiskt raketartilleri.
- BM-30 Smerch, ett ryskt raketartilleri.
- BM-21 Grad, ett vanligt förekommande ryskt raketartilleri.
- M270 MLRS, ett amerikanskt raketartilleri.
- Panzerwerfer, ett tyskt raketartilleri från andra världskriget.

## Bilder

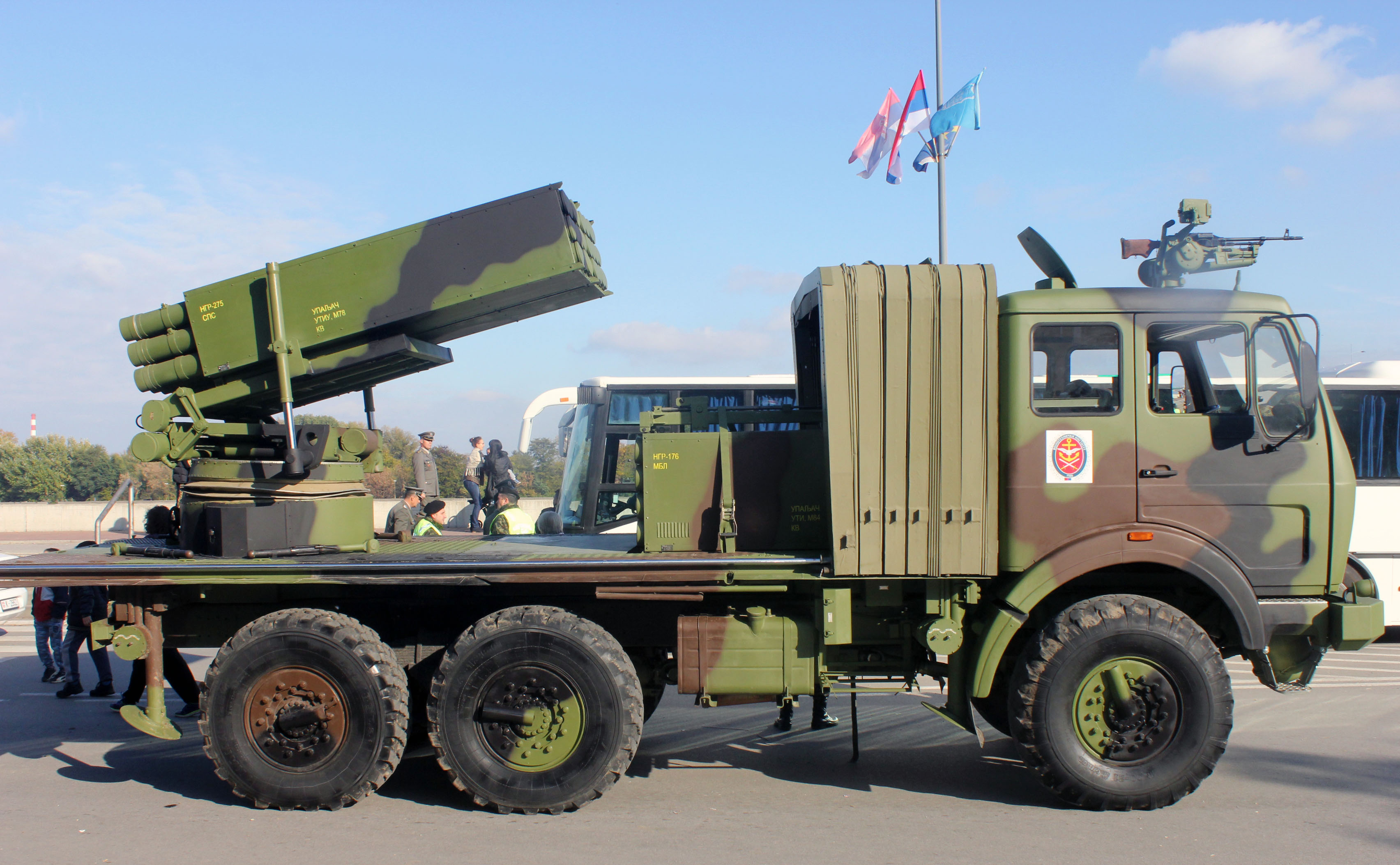
M-77 Oganj.
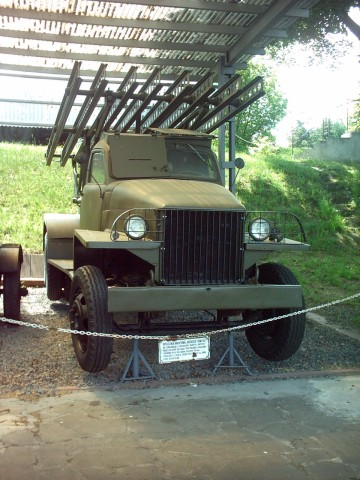
En lastbil av märket Studebaker US-6, med sovjettillverkat raketartilleri på taket, på ett museum i Poznań i Polen.
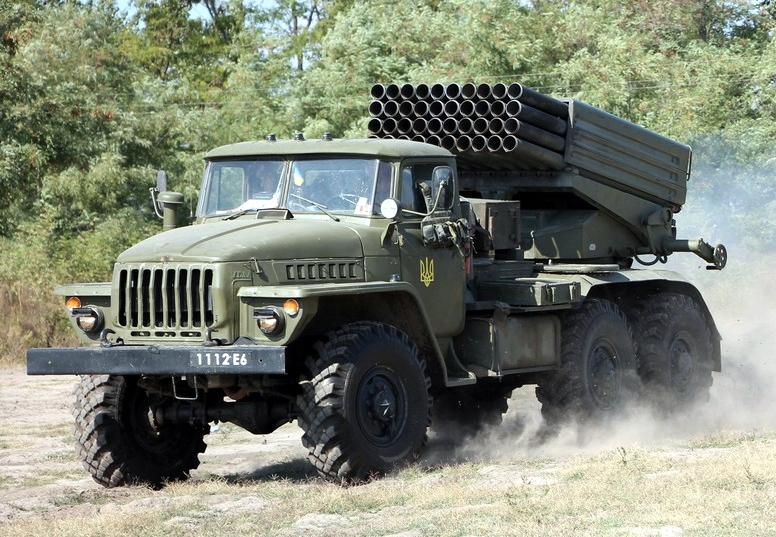
BM-21 Grad.
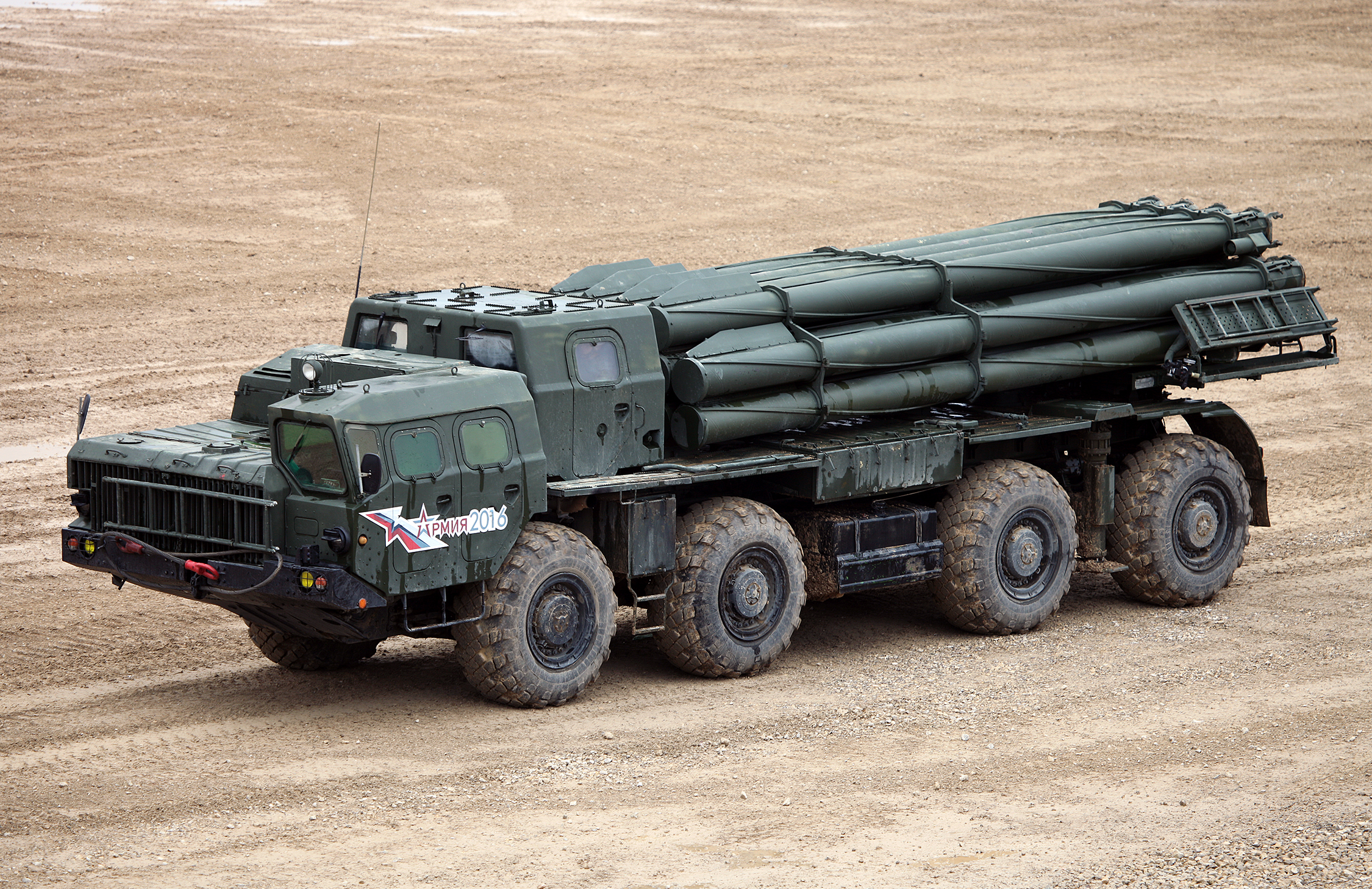
BM-30 Smerch.